# Alloniscus
Alloniscus is een geslacht van op het land levende pissebedden. Het is het enige geslacht in de familie Alloniscidae.
De wetenschappelijke naam van het geslacht is voor het eerst geldig gepubliceerd door James Dwight Dana in 1856.
Volgens Dana bevond dit geslacht zich tussen Scyphax en Styloniscus voor de meeste kenmerken, maar er was ook een overeenkomst met Oniscus.
Dana beschreef tevens als eerste soort Alloniscus perconvexus, gevonden in Californië.
Deze pissebedden worden aangetroffen aan zeekusten of aan de oevers van de benedenloop van rivieren die in de zee uitmonden. Van enkele soorten is geweten dat ze in zandstranden graven op zoek naar dood organisch materiaal.

## Soorten
- Alloniscus allspachi Nunomura, 2001
- Alloniscus balssii (Verhoeff, 1928)
- Alloniscus boninensis Nunomura, 1984
- Alloniscus buckupi Campos-Filho & Cardoso, 2018
- Alloniscus gerardi Arcangeli, 1960
- Alloniscus maculatus Nunomura, 1984
- Alloniscus marinus Collinge, 1920
- Alloniscus mirabilis (Stuxberg, 1875)
- Alloniscus nacreus Collinge, 1922
- Alloniscus nicobaricus Budde-Lund, 1885
- Alloniscus oahuensis Budde-Lund, 1885
- Alloniscus pallidulus (Budde-Lund, 1885)
- Alloniscus pardii Arcangeli, 1960
- Alloniscus perconvexus Dana, 1856
- Alloniscus pigmentatus Budde-Lund, 1885
- Alloniscus priolensis Arcangeli, 1960
- Alloniscus robustus Ferrara, 1974
- Alloniscus ryukyuensis Nunomura, 1984
- Alloniscus saipanensis Nunomura, 2001
- Alloniscus salinarum Vandel, 1968
- Alloniscus schadleri Arcangeli, 1960
- Alloniscus silvestrii Arcangeli, 1960
- Alloniscus simplex Schmoelzer, 1974 (tijdelijke naam)
- Alloniscus thalassophilus Rioja, 1964

### Nomen dubium
- Alloniscus maldivensis Borradaile, 1901